# Louis Whyte

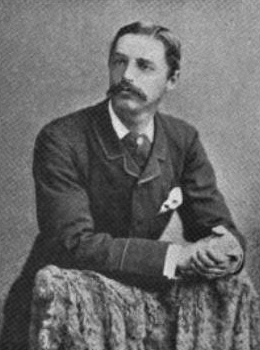
Louis Whyte

Louis Australia Whyte (c. 1852 - Newtown, Geelong, 1911) was een Australisch amateurgolfer en tennisspeler rond 1900.

## Golfcarrière
Whyte was in 1894 de eerste winnaar van het oudste amateurstoernooi van Australië, het Australisch Amateur, en won dit ook in 1900. Hij was in 1903 ook de winnaar van de 8ste Riversdale Cup, een toernooi dat in 1896 startte en ook nog steeds bestaat.
Zijn canvas golftas en golfstokken staan tentoongesteld in het National Sports Museum in Melbourne.

## Gewonnen
- 1894, 1900: Australisch Amateur
- 1903: Riversdale Cup